# جفاكندة (بنفش تبة)
جفاکندة (بالفارسية: جفاکنده) هي قرية تقع في إيران في قسم بنفشة تبة الريفي. يقدر عدد سكانها بـ 1,099 نسمة .